# Kirchara
× Kirchara, (abreviado Kir) en el comercio, es un híbrido intergenérico entre los géneros de orquídeas Cattleya × Epidendrum × Laelia × Sophronitis. Fue publicado en Orchid Rev. 67: 33 (1959).